# San Pietro (eiland)
San Pietro (Sardijns: Isula ’e Sàntu Pèdru; Italiaans: Isola di San Pietro)) is een eiland in de provincie Zuid-Sardinië. Het 51 km² grote eiland ligt ongeveer 7 km vanaf de zuidwestkust van Sardinië. 90 procent van de ruim 6.000 inwoners woont in de hoofdplaats Carloforte. Het eiland maakt deel uit van de Sulcis-archipel (Arcipelago del Sulcis), de verder bestaat uit de bewoonde eilanden Isola di Sant'Antioco en Isola Piana en nog tien kleine, onbewoonde eilandjes.
Het eiland is van vulkanische oorsprong en bestaat uit basalt, daciet en ryoliet. Aan de zandige en laaggelegen oostkust ligt de havenplaats Carloforte. De rest van de kustlijn bestaat uit rotsen, kliffen en enkele smalle stranden. Het eiland kent geen rivieren of ander stromend water. Wel zijn er enkele meren en moerassen. In het heuvelachtige binnenland bevinden zich de hoogste punten, de Bricco Guardia dei Mori (211 m) en de Bricco Tortoriso (208 m).
Op het westelijke, droogste, deel van het eiland bevindt zich kenmerkende mediterrane struikvegetatie (macchia). Aan de oostzijde wordt enige landbouw bedreven, zoals de teelt van wijndruiven.